# 西郷準
西郷 準（さいごう ひとし、1916年4月25日 - 1945年5月28日）は、鹿児島県鹿児島市出身の元アマチュア野球選手。

## 来歴

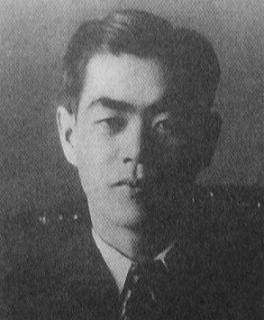
西郷準（帝国生命時代）

西郷菊次郎（元・京都市長）の7男7女のうち六男として出生する。西郷隆盛の孫にあたる。鹿児島県立第二鹿児島中学校（現鹿児島県立甲南高、28回卒）を経て立教大学へ進学、東京六大学野球で活躍し神宮球場を沸かせた。

### 鹿児島二中時代
二中に進学すると野球部へ入った。準が1年次の1930年、二中野球部は当時の全国中等学校優勝野球大会に出場し、全盛期を迎えていた。当時は九州から南北それぞれ1校のみ出場でき、全国（甲子園）大会出場は難関だった。1932年には準の2年先輩かつ立教大学野球部でも先輩で、大洋ホエールズ投手・コーチとなる有村家斉がエースとして活躍したが、当時準は遊撃手であった。同年より開催された全九州中等学校野球大会で鹿児島商業とともに県代表となり、決勝まで進んだが、鹿商に延長の末敗れた。記録は以下のようである。
- 全九州中等学校野球大会
  - 第1回戦 - 対嘉穂中学、6対2
  - 第2回戦 - 対佐賀中学、1対0（投手・有村家斉がノーヒット・奪三振20）
  - 準決勝 - 対筑紫中学、3対1
  - 決勝 - 対鹿商、3対1（延長10回）

最終学年の5年になった1934年には投手となった。記録は以下のとおり。
- 全国中等学校優勝野球大会県予選（優勝）
  - 第1回戦 - 対川内中学、10対0（6回コールド）
  - 第2回戦 - 対鹿児島中学、7対0
  - 決勝 - 対鹿商、2対1
- 南九州大第2次予選（準優勝）
  - 第1回戦 - 対中学済々黌、17対1
  - 決勝 - 対熊本工業、1対2（熊工のエースは川上哲治。熊工は全国大会決勝まで進み、呉港中学に惜敗）
- 第3回全九州中等学校野球大会（準優勝）
  - 第1回戦 - 対佐賀商業、6対2
  - 第2回戦 - 対鹿商、4対0
  - 決勝 - 対大分商業、2対4

### 立教大学時代とその後

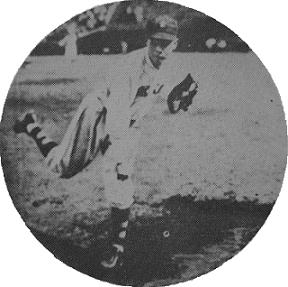
立教時代の西郷準

1935年、2年先輩の有村に続いて立大へ進学、予科1年次には東京六大学野球の対東大戦に投手としてデビュー、180センチの長身から速球を投じ、一方では本塁打を放ち1対0で勝利した。解説者の飛田穂洲は「ボールと思えばストライク、投げてよし、打ってよしの大投手西郷」と激賞した。得意な球はアウトコース低目を突く速球であった。当時神宮球場において「西郷隆盛の孫」ということは観客に知られており、打たれるたびに「犬はどうした」などの野次を浴びせられたが、本塁打を放つと野次は歓声に変わった。立教時代は通算3割打者であった（通算67試合出場、159打数48安打、打率.302）。投げてもエースとしてチームを支えたが、1938年秋の対法大2回戦では1試合13四死球のリーグ記録を残している。（通算56試合登板、15勝20敗、防御率2.54、161奪三振）
卒業後は帝国生命に就職したが、1942年に召集され1945年戦死。戦死公表では1945年5月28日、フィリピンのルソン島ヌエヴァ・ヴィスカヤ州ヤンピランにおけるルソン島の戦いで戦死となっているが、『君故山に瞑れ　鹿児島県立第二鹿児島中学校同窓会戦没者追悼録』（1986年、甲南高校創立80周年記念事業実行委員会編）では1945年2月26日午前5時頃としており、相違する。
児島襄は著書『マニラ海軍陸戦隊』にて見習士官であった準について次の如く記している。
「中隊長はお父さん、分隊長はお母さんというのが、帝国陸軍の教育方式であってみれば、中隊長自決の覚悟に殆どの分隊は中隊長と一緒に死ぬことを決議した。第一小隊長西郷準見習士官は、西郷隆盛の外孫といわれ、応召前は立教大学の投手として、その豪球をうたわれていた。戦闘開始後常に腰に手榴弾十箇を吊るし、百米迄は投げられると胸をさすっていた。『俺は出るぞ。一球も投げずに死んだとあっちゃあ、母校の先輩・後輩に申訳ないからな。』そう宣言する西郷見習士官に、然し同調の声を挙げたのは、ほんの二、三人だった。」
東京ドーム内の野球殿堂博物館にある戦没野球人モニュメントに名前がある。

## 系図
```
　糸子
  ┃┃
　┃┃
　┃┣━┳寅太郎━━━┳隆幸
　┃┃　┣午次郎┳隆一┣隆輝　　
  ┃┃　┗酉三　┣隆次┣吉之助━吉太郎
西郷隆盛　　　  ┣正二┣隆永
  ┃┃　　　　　┗芳子┣隆國
　┃┃　　　　　　　　┣隆明┳隆晄
  ┃┣━━菊次郎┳隆吉┣隆正┗隆廣
  ┃┃　　　　　┣隆治┗隆徳　　
　┃┃　　　　　┣隆秀　　　  
　愛子　　　　　┣隆泰┳隆文　　　　    　　　　　
　　　　    　　┣隆清┗等      　　　　　　　　　
　　　　　  　　┗準　　　　　　

```